# Invito alla danza (film 1937)
Invito alla danza (Varsity Show ) è un film del 1937 diretto da William Keighley. Di genere musicale, fu prodotto e distribuito dalla Warner Bros. Tra gli interpreti, Dick Powell, Fred Waring e i Waring's Pennsylvanians, Ted Healy, Priscilla Lane. Il numero finale venne creato e diretto da Busby Berkeley.

## Produzione
Il film fu prodotto dalla Warner Bros. Venne girato nei Warner Brothers Burbank Studios, al 4000 di Warner Boulevard, a Burbank.

## Distribuzione
Distribuito dalla Warner Bros., il film uscì nelle sale cinematografiche statunitensi il 4 settembre 1937.